# Cloud.bg
Cloud.bg e доставчик на Облачен компютинг (Cloud computing) клас хостинг услуги. Компанията оперира на международния пазар като повечето от клиентите са в Европейския съюз и Северна Америка. Cloud.bg е интересен компютърен облак с това, че е първият в света официално обявен доставчик на „Облачен хостинг“, който използва най-популярният стандарт за автоматизация на изолирани (отделни) уеб сървъри cPanel в Cloud computing среда. Физическата инфраструктура на компанията и виртуалният ѝ център за съхранение на данни се намират в 3DC (3DC.net), едно от най-модерните телекомуникационни съоръжения в България и Югоизточна Европа. Cloud.bg е един от малкото функциониращи в света компютърни облаци, а компанията е един от малкото на брой доставчици в Европа на специфичните за „Облачния компютинг“ модели платформа като услуга и инфраструктура като услуга.

## Технологии
Cloud.bg е Линукс базиран, L.A.M.P (Linux, Apache, MySQL, PHP) компютърен облак. Той е създаден върху клъстърна инфраструктура от уеб сървъри базирани на стандартите на Red Hat Cluster Suite (RHCS) и използва Kernel-based Virtual Machine виртуализационна технология. Компанията използва Fuscan Linux Cloud (Fuscan LBC) автоматизационна технология за управление на компютърни облаци. Fuscan LBC e софтуерна платформа от поколението „Облачен компютинг“ произведена от американската компания Single OS LLC. Върху нея Cloud.bg използва модифицирана версия на cPanel/WHM, която позволява балансиране на натоварването на IP базирани хостове в рамките на клъстър от виртуални или физически сървъри. Компанията управлява първата официално обявена в света „Облачен компютинг“ поколение хостинг инфраструктура, напълно автоматизирана за cPanel/WHM базирани хостинг услуги с много висока степен наличност High Availability. Инфраструктурният модел на Cloud.bg позволява работа в група на 128 изчислителни единици (сървъри). Моделът на облачната компютърна технология на компанията се характеризира и с това, че осигурява автоматична достъпност до нови компютърни ресурси за потребителите си, и е сходна с концепцията, която използва Rackspace Cloud Sites.

### Поделен компютърен облак
Интернет услугите произвеждани в Cloud.bg могат да бъдат дефинирани като „Поделен компютърен облак“ (Shared Cloud) или като „Поделен хостинг облак“ (Shared Cloud Hosting). Системата не предоставя виртуални инстанции. Всички Cloud хостинг единици си поделят ресурсите на целия клъстър от сървъри. Инфраструктурата позволява много висока достъпност на услугите, дава висока степен на гъвкавост на потребителите, осигурява автоматично балансиране на натоварването и гарантира, че винаги има наличие на свободни компютърни ресурси, които да бъдат използвани при необходимост. Сървърите свързани в системата на Cloud.bg нямат твърди дискове. Системата използва външни масиви за съхранение на данни. Информацията на потребителите се съхранява в мрежа за съхранение на данни (SAN), дублирана, за да осигурява непрекъсваемост на достъпа до данните.
Хостинг платформата предоставя cPanel/WHM базирани услуги, произведени от целия компютърен облак, а не от отделни сървъри, часто от него. Потребителите не се занимават с поддръжка или администриране на операции свързани с инфраструктурата на компютърния облак, управляват всички услуги (ел. поща, http, ftp, бази данни) и уеб сайтовете единствено чрез интерфейса (Domain Owner Panel) на cPanel контролния си панел. Cloud.bg осигурява балансиране на натоварването на IP базирани уеб сайтове. Тази услугата автоматично засича новите IP адреси добавени в контролния панел. Услугата (Load-balancer), която не е физическо устройство, а софтуерно приложение в Cloud.bg, конфигурира и координира балансирането на натоварването на различните услуги, използвани от уеб сайтовете (IP адресите) на потребителите на системата. Ако даден сървър, част от клъстъра, или негов компонент спрат работа поради повреда, софтуерът който осигурава балансиране на натоварването автоматично изважда повредената компютърна единица от системата, за да бъде сменена и осигурява оперативен континюитет на цялата система, тоест тя продължава да работи и да произвежда услугите, които потребителите са заявили.

### Търговски Компютърен облак (Reseller Cloud)
Комютърната платформа на Cloud.bg позволява създаването на т. нар. „търговски сметки“ (на английски език „Reseller accounts“). Cloud.bg не използва собствена софтуерна разработка за тази услуга, а адаптира функционалността на услугата „Root and Reseller Admin Panel“, част от популярния контролен панел cPanel.
Общо взето така написано, че за стандартния читател не става ясно, какво точно се предлага.